# Фролов, Маркиан Петрович
Маркиан Петрович Фролов (1892—1944) — советский композитор, пианист, Заслуженный деятель искусств РСФСР (1944).

## Биография
Родился 6 (18) декабря 1892 года в Бобруйске в семье служащего. В 1921 году окончил Киевскую консерваторию, в 1924 году — Петербургскую консерваторию. Класс фортепиано проходил у Н. Н. Позняковской, Ф. М. Блуменфельда, класс композиции — у С. С. Богатырёва и Р. М. Глиэра.
С 1924 года начал концертную и педагогическую деятельность в Киевской консерватории и музыкально-драматическом институте. С 1928 по 1934 год — преподавал класс фортепиано и теоретические предметы в Свердловском музыкальном техникуме, в 1934—1937 и 1943—1944 годах был директором Свердловской консерватории, с 1935 года заведовал кафедрой композиции.
Выступал с оркестром под управлением Палицына в Свердловском театре оперы и балета и многих других. Исполнял классические произведения Р. Шумана, Ф. Листа, Ф. Шопена, А. Н. Скрябина, а также свои собственные.
Председатель правления Свердловского отделения Союза композиторов РСФСР (1932—1944).
Похоронен на Михайловском кладбище вместе с женой Екатериной Павловной (1895—1958). Дочь Светлана (1926—2014).

## Признания и награды
- орден Трудового Красного Знамени (31.10.1940)[1] — за выдающиеся заслуги в деле развития Бурят-Монгольского театрального и музыкального искусства
- Заслуженный деятель искусств РСФСР (1944)

## Произведения
- 1924 — концерт для фортепиано с оркестром
- 1936 — оратория «Поэма об Урале»
- 1940 — первая бурятская опера «Энхэ-Булат-Батор» (бур. Энхэ — булад баатар) («Энхэ — стальной богатырь») по мотивам бурятского национального эпоса
- 1943 — увертюра на две бурят-монгольские и монгольские темы
- симфоническая картина «Седой Урал»
- камерно-инструментальные сочинения

## Память
28 июня 1984 года по решению Свердловского горисполкома на здании консерватории установлена мемориальная доска.
С 2010 года имя М. П. Фролова носит Детская музыкальная школа № 1 в Екатеринбурге.